# Хиландарско лекарско друштво
Хиландарско лекарско друштво је удружење чији је циљ да се обезбеди здравствена заштита свештеног монашког братства Свете царске српске лавре Хиландара на Светој гори. Друштво је основано одлуком Свештеног сабора манастира Хиландара и благословом игумана, а на иницијативу српских лекара и њихових сарадника који већ дуги низ година добровољно пружају здравствену помоћ хиландарском братству. Друштво је добило и благослов Његове Светости Патријарха српског Г. Иринеја и надлежног министарства Владе Републике Србије.
Оснивање овог удружења је у великој мери подстакла одлука Скупштине града Београда из 2013. године да градске здравствене институције пружају здравствену заштиту хиландарским монасима.
Здравствени радници и донатори су опремили стоматолошку, интернистичку, хируршку и офталмолошку амбуланту. Пошто у Хиландару свакодневно борави велики број људи, просек је негде око стотину, а сам манастир се налази на изолованом месту, потреба за сталним присуством лекара је била од веома велике важности.